# Episodi di Magnum, P.I. (prima stagione)
La prima stagione della serie televisiva Magnum, P.I. è stata trasmessa in prima visione negli Stati Uniti d'America da CBS tra il 1980 e il 1981.
In Italia è stata trasmessa in prima visione da Canale 5 tra il 1982 e il 1983.
| nº | Titolo originale                                | Titolo italiano                              | Prima TV USA     | Prima TV Italia |
| -- | ----------------------------------------------- | -------------------------------------------- | ---------------- | --------------- |
| 1  | Don't Eat the Snow in Hawaii (1 & 2)            | La neve delle Hawaii (prima e seconda parte) | 11 dicembre 1980 | 13 marzo 1982   |
| 2  | Don't Eat the Snow in Hawaii (1 & 2)            | La neve delle Hawaii (prima e seconda parte) | 11 dicembre 1980 | 13 marzo 1982   |
| 3  | China Doll                                      | La dinastia dei Sung                         | 18 dicembre 1980 |                 |
| 4  | Thank Heaven for Little Girls and Big Ones, Too | 5 bambine per un Gauguin                     | 25 dicembre 1980 |                 |
| 5  | No Need to Know                                 | Non c'è altro da sapere                      | 8 gennaio 1981   |                 |
| 6  | Skin Deep                                       | Il delitto                                   | 15 gennaio 1981  |                 |
| 7  | Never Again, Never Again                        | L'ultima fuga                                | 22 gennaio 1981  | 10 aprile 1982  |
| 8  | The Ugliest Dog in Hawaii                       | Il più brutto cane delle Hawaii              | 29 gennaio 1981  |                 |
| 9  | Missing in Action                               | Disperso in azione                           | 5 febbraio 1981  |                 |
| 10 | Lest We Forget                                  | Per non dimenticare                          | 12 febbraio 1981 |                 |
| 11 | The Curse of the King Kamehameha Club           | La maledizione del King Kamehameha Club      | 19 febbraio 1981 |                 |
| 12 | Thicker Than Blood                              | Più denso del sangue                         | 26 febbraio 1981 |                 |
| 13 | All Roads Lead to Floyd                         | Tutte le strade portano a Floyd              | 12 marzo 1981    |                 |
| 14 | Adelaide                                        | Adelaide                                     | 19 marzo 1981    |                 |
| 15 | Don't Say Goodbye                               | Non mi dire addio                            | 26 marzo 1981    |                 |
| 16 | The Black Orchid                                | L'orchidea nera                              | 2 aprile 1981    |                 |
| 17 | J. "Digger" Doyle                               | J. "Digger" Doyle                            | 9 aprile 1981    |                 |
| 18 | Beauty Knows No Pain                            | La bellezza non conosce dolori               | 16 aprile 1981   |                 |